# Bauhinia cercidifolia
Bauhinia cercidifolia är en ärtväxtart som beskrevs av D.X.Zhang. Bauhinia cercidifolia ingår i släktet Bauhinia och familjen ärtväxter. Inga underarter finns listade i Catalogue of Life.